# Рынки (Брестская область)
Ры́нки (бел. Рынкі) — деревня в Кобринском районе Брестской области Белоруссии. Входит в состав Тевельского сельсовета.
По данным на 1 января 2016 года население составляло 8 человек в 6 домохозяйствах.
В деревне расположена средняя школа.

## География
Деревня расположена в 20 км к северо-западу от города Кобрин, 6 км к юго-западу от станции Тевли, в 68 км к востоку от Бреста, у автодороги Р102 Кобрин-Каменец.

## История
Населённый пункт известен с XVI века. В разное время население составляло:
- 1999 год: 15 хозяйств, 19 человек;
- 2005 год: 14 хозяйств, 19 человек;
- 2009 год: 16 человек;
- 2016 год[2]: 6 хозяйств, 8 человек;
- 2019 год[1]: 5 человек.